# Holm, Nora
Holm är en by i Nora socken, Heby kommun.
Byn omtalas första gången i markgäldsförteckningen 1312 ('in Holme'), då fanns 2 skattskyldiga bynder i byn. Byn förekommer i flera handlingar under 1300- och 1400-talen. 1541 fanns två bönder i byn, och 1687 hade böndernas antal ökat till tre. Dessutom fanns här från 1683 soldattorpet för soldaten "Holm", no 451 vid Västmanlands regemente.